# Hotel Polonia w Rzeszowie
Hotel Polonia w Rzeszowie – hotel zlokalizowany w Rzeszowie, narożnie, przy ulicach Artura Grottgera i Adama Asnyka, w bezpośrednim sąsiedztwie głównego dworca kolejowego. Jest jednym z najstarszych i najbardziej znanych w Rzeszowie.

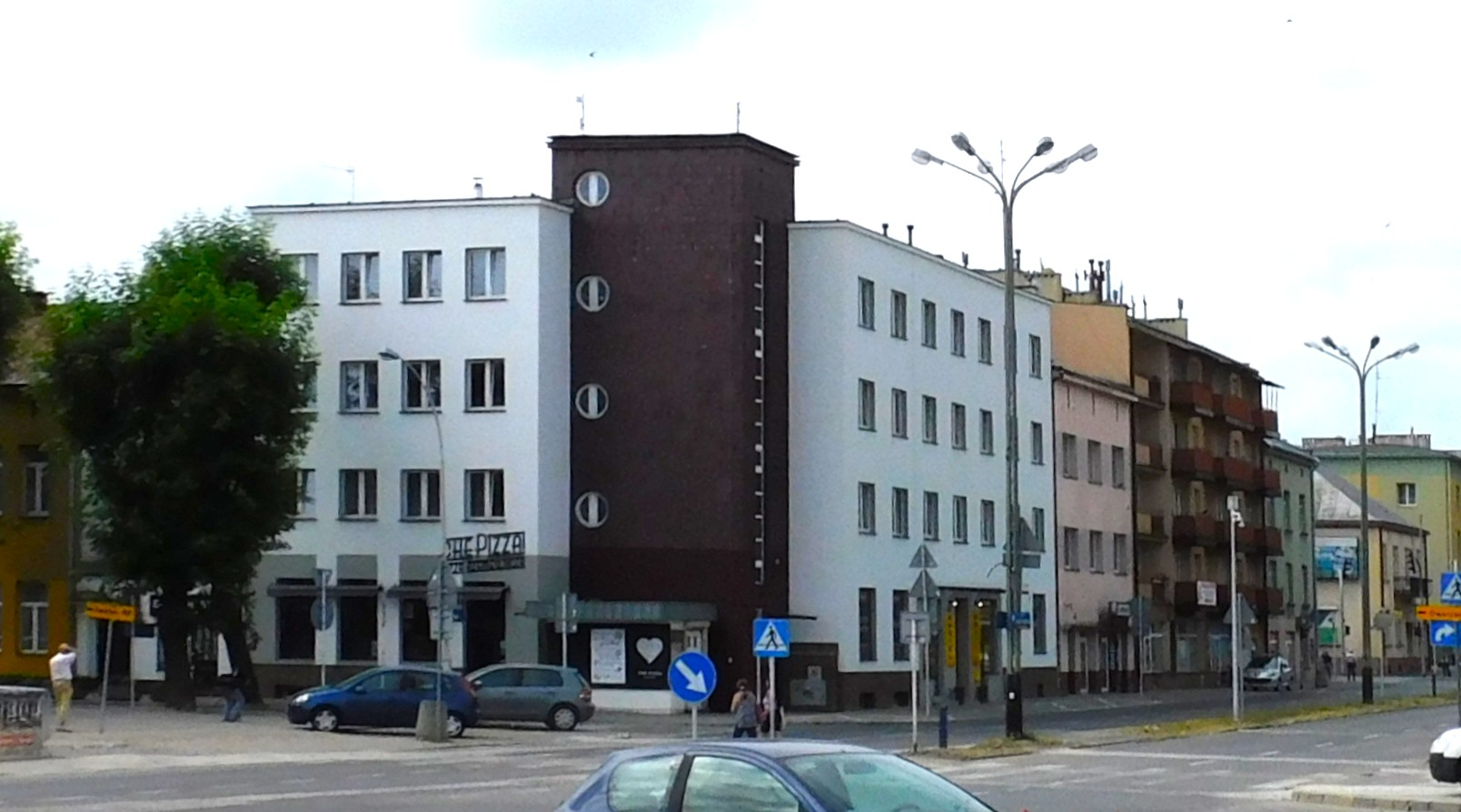
Pierwotna siedziba przy ulicy Asnyka

Pierwotnie obiekt powstał pod koniec lat 30. XX wieku na rogu ulic Asnyka i Świętego Mikołaja jako inwestycja barona Stefana Roppa, dyrektora Międzynarodowych Targów Poznańskich. Potrzeba budowy hotelu wynikała z rozwoju miasta w czasie budowy Centralnego Okręgu Przemysłowego. Ropp oprócz obiektu w śródmieściu wzniósł wówczas także drugi hotel w pobliżu Państwowych Zakładów Lotniczych. Oba hotele przeznaczone były dla pracowników tych zakładów. Zaprojektował je warszawski architekt Zygmunt Tarasin. Działka, na której zainwestował Ropp przy wsparciu finansowym Banku Gospodarstwa Krajowego, od 1938 należała do katowickich i poznańskich przedsiębiorców: Karola Prochnaua, Jana Kręglewskiego i Stefana Piechockiego. 
Modernistyczna bryła mieści się w obrębie stylistyki streamline, czyli stylu okrętowego, nawiązującego do form marynistycznych. Kompozycja jest złożona z kilku brył o różnych wysokościach, nakrytych płaskimi dachami na różnych poziomach. Charakterystyczne są okrągłe okienka na wzór bulajów oraz okna klatki schodowej ułożone w „termometr”, a także klatka schodowa licowana czerwoną cegłą. Styl określany jest również jako funkcjonalizm ekspresjonistyczny. Nie w pełni wykończony hotel oddano do użytku w 1939. Po zajęciu miasta Niemcy dokończyli elewację i wyposażyli budynek mieniem pożydowskim, urządzając w nim hotel „Reichshof”. Był on reprezentacyjnym obiektem miasta.
W czasie zdobywania Rzeszowa przez Armię Radziecką budynek uległ częściowemu uszkodzeniu, a potem został splądrowany. Po remoncie w 1946 został przekazany przez władze miasta na rzecz Skarbu Państwa. W 1950 trzy działające w Rzeszowie hotele przejęło Miejskie Przedsiębiorstwo Gospodarki Komunalnej. W latach 50. i 60. XX wieku nowy hotel „Polonia” stanowił główną bazę noclegową Rzeszowa. Funkcjonowała w nim luksusowa „Restauracja Pod Lustrami”. W 1962 gościem była tu Anna German. 
Po otwarciu „Hotelu Rzeszów” w 1972 to on przejął funkcję głównego hotelu miasta. „Polonia” została hotelem studenckim. W latach 70. i 80. XX wieku mieściła cieszący się dużą frekwencją „Bar Turystyczny”. Przejściowo funkcjonowała jako dom pielęgniarek. W 1974 hotel przejęło Wojewódzkie Przedsiębiorstwo Turystyczne Resovia-Tourist. Cztery lata później budynek hotelowy rozbudowano o nowe piętro i przybudówkę mieszczącą bar szybkiej obsługi „Piwny”. 
Na przełomie lat 70. i 80. XX wieku hotel przeniósł się z rogu ulic Asnyka (pierwotnie numer 20, później numer 10) i Świętego Mikołaja na róg ulic Asnyka i Grottgera (pod adres Grottgera 16) – naprzeciw dworców autobusowego i kolejowego. Wcześniej funkcjonował tu hotel „Główny”. W starej lokalizacji została administracja WPT i kilka pokojów na wynajem. W 1993 przedsiębiorstwo sprywatyzowano, a pierwotny budynek oddano spadkobiercom. Hotel „Polonia” przejęła spółka pracownicza. Obiekt przeszedł kapitalny remont w 2017.
Budynek przy ul. Asnyka 10 został wpisany do gminnej ewidencji zabytków oraz wojewódzkiej ewidencji zabytków.
W okresie międzywojennym w Rzeszowie przy ulicy Kolejowej działał inny hotel o nazwie „Polonia”.